# Harold Johnson (astrônomo)
Harold Lester Johnson (17 de abril de 1921 — Cidade do México, 2 de abril de 1980) foi um astrônomo estadunidense.
Recebeu o Prêmio de Astronomia Helen B. Warner de 1956.
Introduziu o Sistema fotométrico UBV, juntamente com William Wilson Morgan.
Faleceu vitimado por infarto agudo do miocárdio na Cidade do México, em 1980.